# Langue des signes lituanienne
La langue des signes lituanienne est la langue des signes utilisée par une partie des personnes sourdes et de leurs proches en Lituanie.